# Шемшученко, Юрий Сергеевич
Ю́рий Серге́евич Шемшученко (укр. Юрій Сергійович Шемшученко; 14 декабря 1935, Глухов, Черниговская область — 1 марта 2025, Киев) — советский и украинский правовед, профессор (1985), академик НАН Украины (25.11.1992), иностранный член Российской академии наук (1999) (8 марта 2022 года подал заявление о выходе из состава иностранных членов РАН), директор Института государства и права имени В. М. Корецкого НАН Украины, лауреат Государственной премии Украины в области науки и техники (2004), заведующий отделом конституционного права и местного самоуправления, доктор юридических наук, академик Академии правовых наук Украины, заслуженный деятель науки и техники Украины (1995), почётный гражданин Глухова.

## Биография
Родился в Глухове Черниговской (ныне Сумской) области в семье рабочего.
В 1957—1962 годах учился на юридическом факультете Киевского университета им. Тараса Шевченко. После этого работал в органах прокуратуры Сумской обл. (1962—1966 годы). С 1966 по 1969 год — аспирант Сектора государства и права АН УССР. Затем был младшим научным сотрудником, старшим научным сотрудником, заведующим отделом, а с 1988 гг. — директор Института государства и права им. В. М. Корецкого НАН Украины.
В 1970 году защитил диссертацию на соискание ученой степени кандидата юридических наук на тему «Прокурорский надзор за законностью в деятельности исполкомов местных Советов» (специальность 12.00.02), в 1979 году — на соискание ученой степени доктора юридических наук на тему «Организационно-правовые проблемы государственного управления охраной окружающей среды в СССР» (специальность 12.00.02).
Ученое звание — профессор (с 1985). 25 ноября 1992 года избран академиком НАН Украины. С 1994 года — академик Национальной академии правовых наук Украины. С 1999 года — иностранный член Российской академии наук. В 1991 присуждена премия НАН Украины им. Д. З. Мануильского; в 1998 г. — присуждена премия НАН Украины им. М. П. Василенко.
Ю. С. Шемшученко награждён и отмечен многими государственными и негосударственными премиями и наградами.
Направления его научной деятельности на современном этапе — конституционное право и государственное управление, экологическое и аграрное право.
Юрий Сергеевич описывал меры, которые следует принять, что бы в стране установить положенный законный порядок. В первую очередь, он читал необходимым привести наше законодательство в согласованную во всех частях систему; во-вторых, повысить качество регулирования общественных отношений; в-третьих, кардинально улучшить состояние выполнения законов и нормативных актов; в-четвёртых, развивать на должном уровне правовое образование, как профессионалов, так и населения в целом. Успех этого он видит в науке, научных основах, сформулированных юриспруденцией предложений и рекомендаций.
Юрий Шемшученко скончался 1 марта 2025 года в возрасте 89 лет.